# 呂靜文
呂靜文（英語：Bonnie Lui Ching Man，2000年9月17日—），香港女主持、演員及意見領袖，曾為無綫電視經理人合約藝員。

## 簡歷
呂靜文於2007至2019年間曾就讀香港培道小學及佛教何南金中學，2019年9月開始修讀香港專上學院工商業副學士（酒店管理）課程。2020年2月起，她透過無綫電視旗下網上直播兼社交平臺 big big channel 和清談節目《#後生仔傾吓偈》，成為其中一位意見領袖，並曾在節目中（第489集）因表達能力不高、不懂做飯而被評為「公主病」及「扮天真」；同年11月初加入《TVB娛樂新聞報道》擔任外景主持。
2021年4月，呂靜文簽約成為無綫電視經理人合約藝人，同年8月擔任兒童節目《Hands Up》主持之一。

## 演出作品

### 電視劇
| 首播       | 劇名                 | 角色               |
| 無綫電視   |                      |                    |
| 2021年     | 星空下的仁醫         | 章以芯（青年）     |
| 2021年至今 | 愛·回家之開心速遞    | Cindy（第1428集）  |
| 2021年至今 | 愛·回家之開心速遞    | 師 妹（第1444集）  |
| 2021年至今 | 愛·回家之開心速遞    | Elaine（第1925集） |
| 2022年     | 愛上我的衰神         | 中學生（第6、8集） |
| 2022年     | 青春不要臉           | 馬海綠             |
| 2022年     | 廉政行動2022         | 秦悅欣             |
| 2022年     | 痞子殿下             | 青 絲              |
| 2022年     | 凶宅清潔師（J2首播） | Hanna              |
| 2022年     | 輕·功                | 少 女              |
| 2023年     | 有種好男人           | 客 人（第12集）    |
| 2023年     | 隱門                 | 環境人物（第15集） |
| 2023年     | 新聞女王             | 李海文             |

### 綜藝節目
| 首播     | 節目名                            | 備註                             |
| 無綫電視 |                                   |                                  |
| 2020年   | #後生仔傾偈                       | 意見領袖之一（第489集開始）      |
| 2020年   | 一屋後生仔                        | 意見領袖之一                     |
| 2020年   | 網購攻略＋big big shop感謝祭      | 固定演出                         |
| 2020年   | X偏方 全民拆解III                 | 與陸浩明、余德丞及杜穎珊一同主持 |
| 2020年   | 姊妹淘                            | 第四輯、固定演出                 |
| 2020年   | 娛樂大家                          | 第四輯、娛樂家族成員             |
| 2020年   | 歡樂滿東華                        | 固定演出                         |
| 2020年   | 衝上雲霄大選                      | 固定演出                         |
| 2021年   | 天天開運王                        | 第二輯 固定演出                  |
| 2021年   | 金牛獻瑞賀新禧                    | 固定演出                         |
| 2021年   | 開心大綜藝                        | 第6集嘉賓                        |
| 2021年   | 明星運動會                        | 固定演出                         |
| 2021年   | 兒歌金曲SUMMERFEST                | 固定演出                         |
| 2021年   | 不能只有我看到的 便利店追女神食譜 | 第3集嘉賓                        |
| 2022年   | 世界轉運攻略                      | 固定演出                         |

### 主持節目
| 首播           | 節目名          | 備註                                           |
| 無綫電視       |                 |                                                |
| 2020年至2022年 | TVB娛樂新聞報道 | 11月2日加入（外景主持）、2021年2月10日升任主播 |
| 2021年至今     | Hands Up        | 主持之一                                       |

### 音樂錄像
| 年份   | 歌名                        | 歌手   |
| 2020年 | 分分鐘需要你（Sad Version） | 戴祖儀 |
| 2021年 | 我不想別離                  | 王灝兒 |

## 曾獲獎項與提名
| 年份   | 獎項                                   | 結果 |
| ------ | -------------------------------------- | ---- |
| 2021年 | 萬千星輝頒獎典禮2021「飛躍進步女藝員」 | 提名 |

## 外部連結
- 呂靜文的Facebook專頁
- 呂靜文的Instagram帳戶